# Ralf Vandebergh
Ralf Vandebergh (* 1976) je nizozemský astronom, profesionální fotograf a satelitní pozorovatel z Nijswiller. Je známý fotografováním Slunce, Měsíce, planet, satelitů, raketoplánů NASA a Mezinárodní vesmírné stanice ze Země pomocí fotoaparátu připojeného k dalekohledu. Jeho práce je široce publikována v médiích.

## Dílo
Dne 10. dubna 2009 uvedla NASA jeden z jeho snímků jako „Astronomický snímek dne“. Na snímku z října 2011 zachytil zaniklou vesmírnou družicovou observatoř ROSAT a snímek byl vydáván různými médii, včetně Washington Post, The New York Times a Fox News. Vandebergh v roce 2011 zachytil na fotografii ruskou meziplanetární sondu Fobos-Grunt, která se po selhání komunikace zasekla na nízké oběžné dráze Země.

## Galerie

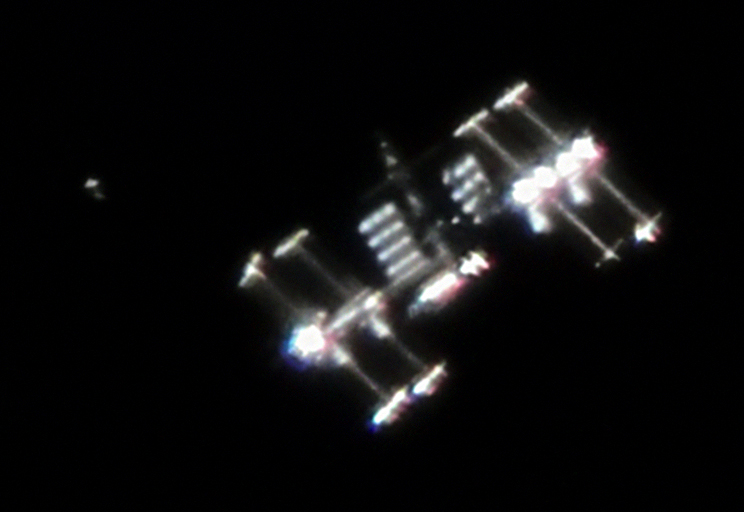
Mezinárodní kosmická stanice: „Obrázek ukazuje nejen ISS s velmi zvláštním úhlem osvětlení, ale také ukazuje aktivitu kolem ISS, což je častý případ. Je vidět japonská nákladní loď HTV-1 krátce před dokovací stanicí a jen pár set metrů pod ISS.“
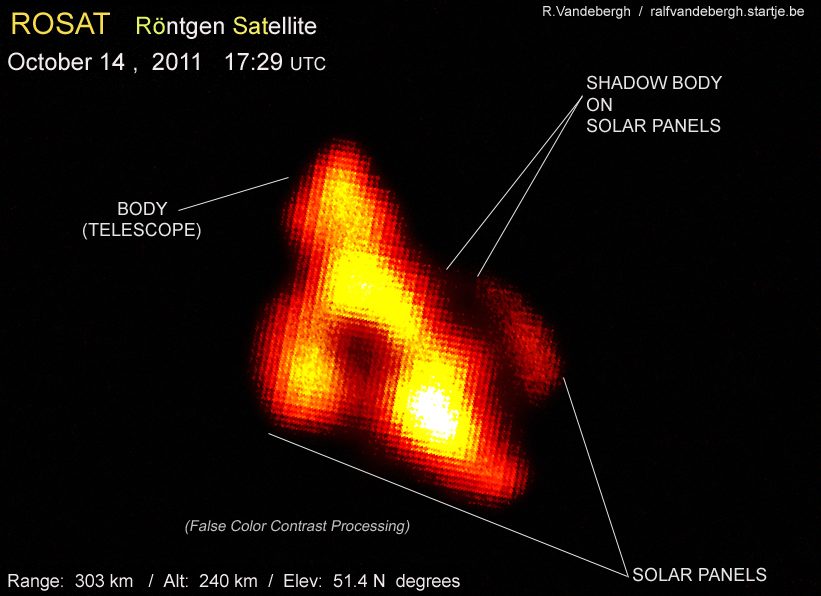
Jeden z posledních snímků kosmické lodi ROSAT před návratem.